# Neritos flavipurpurea
Neritos flavipurpurea är en fjärilsart som beskrevs av Paul Dognin 1914. Neritos flavipurpurea ingår i släktet Neritos och familjen björnspinnare. Inga underarter finns listade i Catalogue of Life.